# بورنو أجيتوك سانغما
بورنو أجيتوك سانغما (1 أيلول 1947 - 4 مارس 2016) (سياسي هندي، ورئيس سابق للبرلمان الهندي (لوك سابها). كان مرشحاً للرئاسة في الهند لكنه خسر الانتخابات أمام خصمه وزير المالية الهندي السابق براناب مخيرجي مرشح حزب المؤتمر الحاكم.